# Vittorio Lupi (medico)
Vittorio Lupi (Bergamo, 13 febbraio 1567 – Bergamo, 12 giugno 1627) è stato un medico e letterato italiano.

## Biografia
Vittorio Lupi nacque a Bergamo il 13 febbraio 1567 da Adriano di Pietro e Elisabetta Alessandri. Compì i suoi studi laureandosi in medicina a Padova. Sicuramente nel 1592 aveva già intrapreso la carriera medica essendo citato in alcuni documenti come medico e figlio del fu Adriano. Malgrado si fosse dedicato alla stesura di testi, non fece mai pubblicare i suoi scritti, ma fu mecenate di altri autori. Il suo nome risulta indicato in un sonetto a rime inserito in un volume conservato presso il conte Giovanni Battista Gallizioni che cita: Rime sopra la morte della Signora Decia Rota Alla Nob, Sig.ra Antonia Banasi Rota sua madre nell'anno 1582 13 marzo. Sicuramente il sonetto era dedicato alla signora Rota che era morta il 13 gennaio del medesimo anno.
Sposò Giovanna figlia di Giacomo Rota e Antonia Bonasi il 5 febbraio 1592, dalla loro unione non nacquero figli.
Il medico Antonio Pasini gli dedicò un brano nel suo testo medico del 1600: Emendation-nella tradottione dell'ecc. P. Andrea Matthioli. 
Rimangono i suoi testamenti a indicare la ricchezza e nobiltà della sua vita.

Il primo testamento fu redatto il 31 ottobre 1609 nello studio del notaio Aurelio Maldura dove indicò come beneficiari, oltre la moglie, le monache del monastero del Paradiso in Borgo San Tomaso. Indicò eredi dei libri della sua biblioteca i frati della chiesa di Santa Maria delle Grazie dove doveva essere inumato. Lasciava anche un legato all'ospedale di San Marco e alla Fondazione della Misericordia Maggiore e inoltre a numerose altre chiese cittadine nonché alla cappella dedicata al Santissimo Sacramento della chiesa alessandrina di via Pignolo, dove era ministro della confraternita che gestiva la cappella. Nella riunione del consiglio della Confraternita il 5 febbraio 1612 fu approvata il testo della Regola che poi fu pubblicato, e il 19 marzo quasi all'unanimità fu deciso che il dominio della chiesa alessandrina fosse affidato alla congregazione del Santissimo Sacramento. Fu proprio il Lupi con gli altri confraternita a contribuire alla stesura della nuova Regola: Ordini et constitvtioni della Pia & honorata confraternita del Sacro Ortorio Isìnstituita & radunata nella chiesa di Sant'Alessandro in Croce, fatte dalla sua origine sin al presente giorno, con la debita reformazione di tutto il suo Gouerno per decreto & terminatione di essa fatta nella sua congre-igazione Generale sotto il 29 giugno 1612.
Vittorio Lupi fu ministro della congregazione fino al gennaio 1614, e successivamente nel 1617 e 1620.
Nella sua abitazione stese un secondo testamento olografo il 16 giugno 1621 dove interpose il suo sigillo con lo stemma e consegnandolo al notaio Giovanni Battista fu Giulio Bottani abitante la vicinia di San Cassiano il medesimo giorno. 
Il documento non fu solo un elenco dei beneficiari la sua eredità, annullando il documento precedente, ma anche una sintesi della sua storia. Dichiarò di aver seguito per tutta la sua vita studi medici e filosofici. Chiese di essere inumato nella chiesa delle Grazie del monastero degli zoccolanti riformati francescani, il suo corpo doveva essere cinto con le sue funi e sepolto nella cappella di San Giovanni dopo averne chiesto il permesso al nobile Alessandro Grasso che ne godeva del giuspatronato, venendo poi sepolto in tomba di mattoni o pietra nel medesimo sepolcro di Antonia Bonasi sua suocera che era morta il 19 gennaio del medesimo anno. Insieme a lui dovevano essere sepolti anche i suoi antenati che erano in precedenza sepolti nella chiesa di San Vincenzo voluta da Detesalvo Lupi suo predecessore. 

Beneficiari dei suoi bene furono il fratello Pietro e il cugino. Successivamente i beni dovevano essere trasferiti ai nipoti, o discendenti della famiglia Lupi, o nel caso la discendenza si fosse estinta a personaggi ingegnosi che accettassero di prendere il nome e il blasone della famiglia e che avessero seguito istruzioni umanitarie e che si fossero laureati in medicina a Padova tornando poi a Bergamo a esercitare la professione presso l'ospedale di San Marco. Se nessun discendente avesse voluto seguire gli studi di medicina, dalla vendita dei suoi beni bisognava ricavare un fondo di 100 scudi che dovevano servire agli studi di giovani volenterosi.
Alla moglie lasciò l'uso vitalizio dei suoi beni e dell'abitazione che aveva acquistato nel 1596 sempre che lei si coniugasse in seconde nozze. Lasciò un fondo anche alla Confraternita di sant'Alessandro alla Croce. Indicò poi altre chiese e conventi a cui dovevano spettare lasciti testamentari. Malgrado il testamento fosse molto particolareggiato e articolato il 1º giugno 1625 ne aggiunse un codicillo dove modificò alcuni legati, aggiungendo che i suoi eredi dovevano portare il suo nome, Stese un ulteriore codicillo dove modificava ulteriormente le sue volontà. 
Vittorio Lupi morì il 12 giugno 1627 di una non ben identificata morte violenta e fu sepolto secondo le sue indicazioni testamentarie nella chiesa della Madonna delle Grazie, nella cappella dedicata a san Giovanni. Il testamento fu aperto il 13 giugno alla presenza della moglie Giovanna, la quale lasciò erede testamentario con atto redatto il 22 luglio 1630 il Consorzio di Santo Spirito. Commissari al testamento del Lupi sono indicati ancora nel dicembre del 1633.